# Arbeitsgemeinschaft ehemaliger Abwehrangehöriger

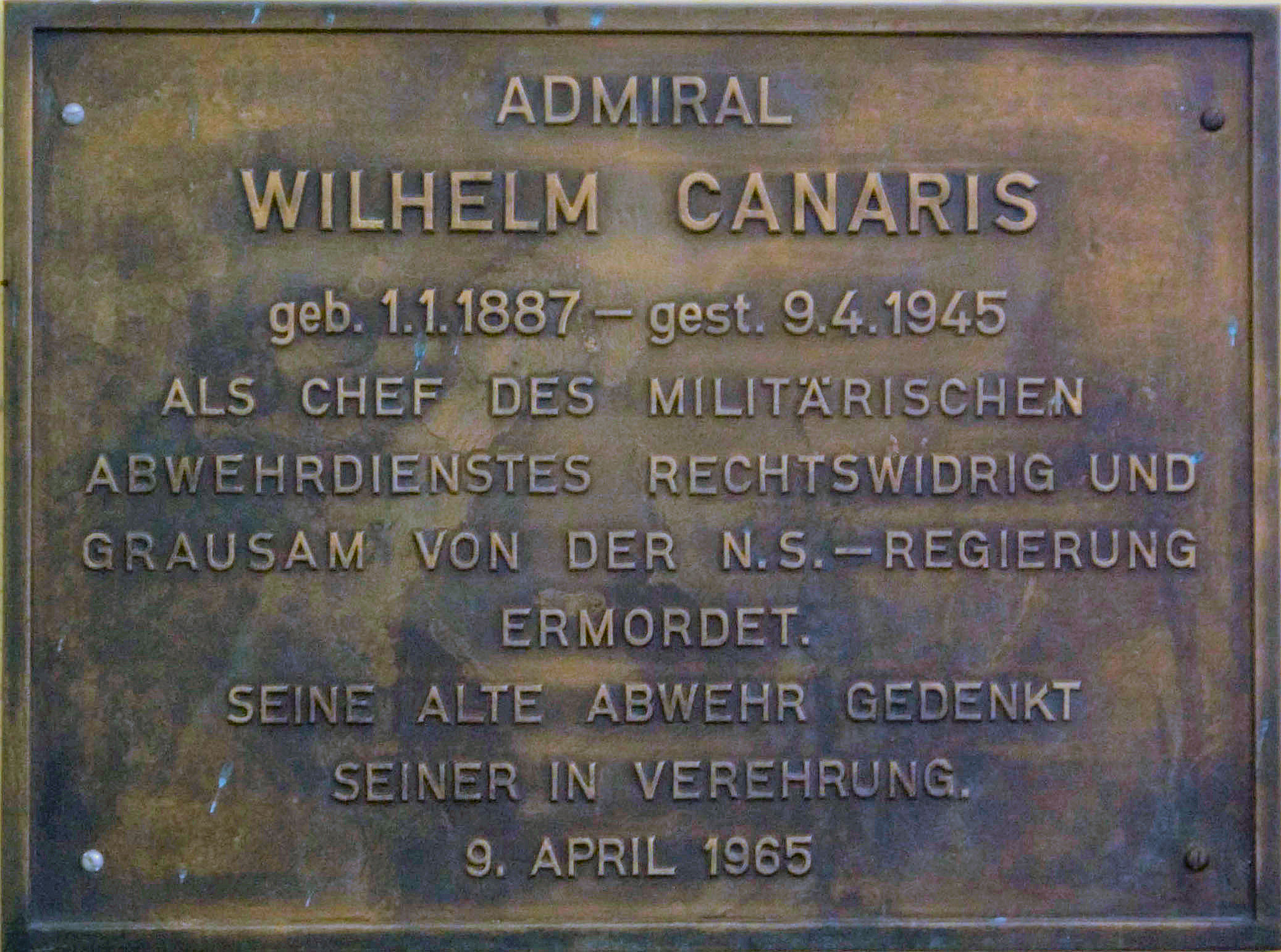
Gedenktafel für Wilhelm Canaris, angebracht durch ehemalige Abwehrangehörige im KZ Flossenbürg

Die Arbeitsgemeinschaft ehemaliger Abwehrangehöriger (AGEA) war eine in den 1960er- und 1970er-Jahren aktive Gruppe von 14 Personen, die während der NSDAP-Diktatur im Amt Ausland/Abwehr gearbeitet hatten, dem Militärnachrichtendienst der Wehrmacht, der auch im Widerstand gegen den Nationalsozialismus aktiv war.

## Entstehung und Organisation
Am 9. April 1964 lud Oberst a. D. Otto Wagner zahlreiche ehemalige Abwehrangehörige zu einer Gedenkfeier anlässlich des 20. Jahrestags der Ermordung von Wilhelm Canaris im KZ Flossenbürg ein, wo am 9. April 1965 eine Gedenktafel angebracht wurde. Für die Vorbereitung und Durchführung dieser Feier hatte sich ein Komitee 9. April gebildet, das sich am 10. Oktober 1966 in Arbeitsgemeinschaft 9. April umbenannte. Vorgesehen war die Gründung eines bundesweiten, aber regional gegliederten Vereins ehemalige Abwehrangehöriger, doch ergab eine Umfrage unter den seinerzeit durch Anschriften erfassbaren 191 Personen nur eine geringe Zustimmung, so dass sich die Arbeitsgemeinschaft 9. April am 26. Januar 1967 in Arbeitsgemeinschaft ehemaliger Abwehrangehöriger (AGEA) umbenannte und mit 14 Mitgliedern ihre Arbeit fortsetzte; rückwirkend wurde das Gründungsdatum der AGEA auf den 10. Oktober 1966 festgelegt. Vorsitzender wurde General a. D. Gerhard Henke, 1934–1937 Leiter der Abwehrstelle Königsberg, Schriftleiter Oberstleutnant a. D. Hans Jochen Rudloff, Leiter der „Finanzstelle“ für „materielle Fragen“ Oberstleutnant a. D. Franz Seubert.
Für alle interessierten ehemaligen Abwehrangehörigen organisierte die AGEA in unregelmäßigen Abständen ein Treffen, 1969 in Bingen sowie 1970, 1971 und 1973 in Würzburg, wobei auch ausländische Gäste – u. a. hohe Offiziere aus der Résistance – anwesend waren.

## Ziele
- Erfassung publizistischer Angriffe im In- und Ausland gegen Institution und Angehörige der ehemaligen militärischen Abwehr, besonders jene aus dem Osten.
- Erfassung des Tatsachenmaterials, das geeignet ist, diese entstellenden und diffamierenden Angriffe objektiv zu widerlegen und richtigzustellen, sowie dessen sachgemäße Auswertung und Gestaltung.
- Ständige Unterrichtung der Angehörigen der ehemaligen Abwehr durch das Nachrichtenorgan Die Nachhut über Angriffe und deren Abwehr, abwehrfachliche Fragen, Erinnerungen, zeitgeschichtliche Studien, Bucherscheinungen, interne Personalangelegenheiten u. a. m.
- Kontaktpflege zur in- und ausländischen Presse, zu den Massenmedien, Verlagen und ähnlichen Instituten.
- Verbindungsdienst zu parlamentarischen, staatlichen, offiziösen und privaten Institutionen, die für das deutsche Ansehen in der Welt eintreten.
- Pflege guter menschlicher und kameradschaftlicher Beziehungen zu und zwischen den früheren Abwehr-Angehörigen.[5]

## Publikationen

### Die Nachhut
Als Internes, nicht öffentliches Informationsorgan für Angehörige der ehemaligen Militärischen Abwehr. Im Buch- und Zeitschriftenhandel nicht zugelassen gab die AGEA von April 1967 bis Februar 1975 insgesamt 32 Hefte Die Nachhut im Umfang von jeweils 22 Seiten heraus. In kurzen, meist zwei oder drei Seiten umfassenden Artikeln berichteten überwiegend ehemals leitende Abwehroffiziere aus ihrer Tätigkeit an unterschiedlichen Orten in Europa. Einen wesentlichen Teil der Hefte nahmen Besprechungen von Büchern ein, die das Thema Abwehr betrafen. Daneben findet man organisatorische Mitteilungen sowie Tabellen von verstorbenen Abwehrangehörigen. Als Logo trugen die Hefte auf der Titelseite eine graphische Darstellung der Drei Affen.
Auffallend ist die große Anzahl reich bebilderter Beiträge zum Leben von Admiral Canaris, der auch in anderen Artikeln immer wieder als leuchtendes Vorbild eines klugen und in der Menschenführung begabten Abwehr-Chefs dargestellt wird. Eine kritische Auseinandersetzung mit der Rolle der Abwehr innerhalb des von der Wehrmacht geführten Angriffskriegs fehlt völlig. Lediglich ganz allgemein wird hin und wieder von Verbrechen der Nationalsozialisten gesprochen, denen auch der von der AGEA verehrte Canaris zum Opfer gefallen sei. Die Zerschlagung der Abwehr im Frühjahr 1944 durch das Reichssicherheitshauptamt (RSHA) wird zwar als das Ende der durch gute Kameradschaft geprägten Abwehr bedauert, doch fehlt jede Auseinandersetzung mit der Frage, warum fast alle Abwehrmitglieder – so u. a. Oscar Reile und Hermann J. Giskes – offenbar widerstandslos innerhalb des neu gegliederten Nachrichtensystems im von der SS geführten Reichssicherheitshauptamt weiter arbeiteten.

### Gert Buchheit
Bereits seit 1965 stand der Schriftsteller Gert Buchheit, „ein alter Regimentskamerad“ von General Henke, in engem Kontakt mit dem Komitee 9. April.
Buchheit, von September 1969 bis Ende 1971 verantwortlicher Schriftleiter der Nachhut, lieferte sich einen erbittert geführten publizistischen Zweikampf mit dem ostdeutschen „Schmierfinken“ Julius Mader, nicht zuletzt auch in zahlreichen Artikeln der Nachhut. Buchheits Hauptwerk Der Deutsche Geheimdienst (1966), das im Wesentlichen auf den Aussagen ehemaliger Abwehrangehöriger beruht, sollte eine fundierte Gegendarstellung gegen die von Mader seit 1960 geführten Angriffe auf die – so Mader – Abwehr-Nachfolgeorganisation BND und dessen Chef Reinhard Gehlen sein. Gehlen selbst vermied jeden Kontakt mit der AGEA, die ihrerseits lediglich einmal ihr Verhältnis zum BND darstellte.

## Auflösung
Altersbedingt wurde der Kreis der ehemaligen Abwehrangehörigen nach 1970 immer kleiner, so dass Geschäftsführer Seubert im November 1974 feststellte: „[…] sind aus dem kleinen Kreis der AGEA bereits vier Kameraden durch den Tod ausgeschieden. Die noch lebenden Mitglieder haben ein Alter erreicht, dass es an der Zeit erscheint, sie aus der übernommenen Verpflichtung zu entbinden. Nachwuchs ist nicht vorhanden.“ Gleichzeitig erinnerte er noch einmal an die wesentliche Zielsetzung der AGEA: „Wir gehen heute auseinander aus einem zusammengeschworenen Kreis von Kameraden und glauben, den uns erteilten Auftrag erfüllt zu haben, d. h. mit Erfolg als Nachhut der alten Kampfgefährten Ehre und Ansehen ihrer Truppe gewahrt und erfolgreich verteidigt zu haben.“
Die überlieferten Akten der AGEA im Bundesarchiv weisen noch Unterlagen bis 1979 auf.